# Ben Morgan

a Compétitions nationales et continentales officielles uniquement.

b Matchs officiels uniquement.
Dernière mise à jour le 3 mars 2023.
Benjamin John Morgan dit « Ben Morgan », né le 18 février 1989 à Bristol (Angleterre), est un joueur international anglais de rugby à XV  évoluant au poste de troisième ligne centre (1,93 m pour 117 kg). Il joue au sein de l'effectif de Gloucester Rugby en Premiership depuis 2012.

## Biographie
Morgan est sélectionné en équipe d'Angleterre pour le Tournoi des Six Nations 2012, et il obtient sa première cape en équipe première le 2 février 2012 à l'occasion du match contre l'Écosse.
Il annonce se retirer du rugby professionnel à la fin de saison 2022-2023.

## Statistiques en équipe nationale
- 31 sélections (20 fois titulaire, 11 fois remplaçant)
- 25 points (5 essais)
- Sélections par années : 9 en 2012, 6 en 2013, 12 en 2014, 4 en 2015
- Tournois des Six Nations disputés : 2012, 2013, 2014

En Coupe du monde :
- 2015 : 2 sélections (Fidji, Australie)